# Внутрь далека
«Внутрь да́лека» (англ. Into the Dalek) — вторая серия восьмого сезона британского научно-фантастического телесериала «Доктор Кто». Премьера серии состоялась 30 августа 2014 года на канале BBC One.

## Сюжет
Военный космический корабль людей атакован да́леками. Доктор спасает с этого корабля молодую женщину-солдата по имени Джорни Блю.
В школе, где Клара преподаёт английский язык, появляется новый преподаватель — бывший солдат Дэнни Пинк. Дэнни и Клара знакомятся. Вскоре после этого появляется Доктор и просит Клару отправиться с ним, чтобы помочь ему. Доктор задаёт вопрос Кларе: «Я хороший человек?»
Одиночный корабль людей спрятан в поясе астероидов и окружён флотом да́леков. На борту корабля находится необычный повреждённый далек. Полковник Морган Блю просит Доктора «вылечить» этого далека, чтоб тот помог людям выиграть войну. Для этого Доктора и сопровождающий его отряд уменьшают и в буквальном смысле отправляют внутрь далека — в «самое опасное место во вселенной». Доктор сталкивается с трудным моральным выбором.

## Рекламная кампания
Три кадра серии были представлены в интервью Питера Капальди BBC News 7 августа 2014.

## Утечка
В составе утечки материала восьмого сезона через Интернет с сервера в Майами оказались сценарий и чёрно-белый сырой монтаж серии. Несмотря на тот факт, что первоначальная онлайн-копия эпизода содержала в себе проблемы, они были исправлены скачавшими его людьми, и работающая его версия появилась в Интернете на второй неделе августа 2014 года.